# Novi Bilokorovytchi
Novi Bilokorovytchi (en ukrainien : Нові Білокоровичі) ou Novye Belokorovitchi (en russe : Новые Белокоровичи) est une commune urbaine de l'oblast de Jytomyr, en Ukraine. Sa population s'élevait à 3 034 habitants en 2011.

## Géographie
Novi Bilokorovytchi se trouve à 102 km au nord-ouest de Jytomyr et à 193 km au nord-ouest de Kiev.

## Histoire
Novi Bilokorovytchi a été fondée en 1901 et a le statut de commune urbaine depuis 1973.

## Population
Recensements(*) ou estimations de la population :
| 1970* | 1979* | 2001* | 2008  |
| ----- | ----- | ----- | ----- |
| 2 409 | 3 147 | 3 370 | 3 069 |

| 2009  | 2010  | 2011  | - |
| ----- | ----- | ----- | - |
| 3 026 | 3 011 | 3 034 | - |

## Transports
Novi Bilokorovytchi est un carrefour ferroviaire situé à 127 km de Jytomyr par le chemin de fer et à 145 km de Jytomyr par la route.